# Theresa Brandl
Therese Brandl (Staudach, Oostenrijk, 1 februari 1902 – Krakau, 24 januari 1948) was een Duitse kampbewaakster in de Tweede Wereldoorlog. 
Ze werkte als SS-Aufseherin in concentratiekamp Ravensbrück, voordat zij in 1942 naar concentratiekamp Auschwitz-Birkenau werd overgeplaatst. Daarna kreeg ze haar stelplaats in concentratiekamp Mühldorf (een bijkamp van concentratiekamp Dachau). Ze sloeg haar gevangenen en selecteerde hen uit naar de gaskamers. In 1943 ontving zij van het Derde Rijk een onderscheiding.
Op 25 augustus 1946 werd ze gearresteerd in de heuvels van Beieren. Voor haar aandeel in de selecties voor de gaskamers en haar wreedheid werd zij schuldig bevonden van misdrijven tegen de menselijkheid en door het hooggerechtshof van Krakau ter dood veroordeeld. 
Op 24 januari 1948 werd zij in Krakau opgehangen. De stoffelijke resten van Theresa Brandl werden na de executie aan het Instituut voor Anatomie van de Universiteit van Krakau overgemaakt om te dienen als studiemateriaal voor de studenten.

## Decoraties
- Kruis voor Oorlogsverdienste